# Marcel Counson
Marcel Felix Walthère Joseph Counson (Olne, 24 juli 1924 - Valencia (Spanje), 3 maart 2016) was een Belgisch volksvertegenwoordiger.

## Levensloop
Counson promoveerde tot doctor in de rechten en vestigde zich in Verviers.
Hij stapte in de gemeentepolitiek, werd gemeenteraadslid in 1952, schepen in 1958 en burgemeester van Verviers van 1965 tot 1976.
In 1958 was hij ook enkele dagen provincieraadslid, maar hij werd vooral verkozen tot PSC-volksvertegenwoordiger, een mandaat dat hij tot in 1961 uitoefende.
Na zijn burgemeestersperiode werd hij journalist bij de RTBF. Hij was in 1982 met een paar collega's de stichter van de lokale radio Radiolène. Na zijn pensioen vestigde hij zich in 2001 in Spanje.